# Gennaro Bracigliano
Pour les articles homonymes, voir Bracigliano.
Gennaro Bracigliano, né le 1er mars 1980 à Forbach en Moselle, est un footballeur puis entraîneur français qui évolue au poste de gardien de but au FC Lunéville. Il est dans le même temps l’entraîneur des moins de 19 ans du club.
Il est le neveu de l'ancien footballeur Vincent Bracigliano.

## Biographie

### AS Nancy - Lorraine (2001-2011)
D'origine italienne, Gennaro Bracigliano commence le football à l'âge de cinq ans dans le club de la ville de Farébersviller en tant qu'avant-centre avant de prendre le poste de gardien de but. Quelques années plus tard, il rejoint l'équipe de la SS L'Hôpital. En 1996, il est supervisé par des recruteurs de l'AS Nancy-Lorraine qui lui proposent d'effectuer un essai qui se révèle concluant puisque Bracigliano rejoint le club lorrain peu après.
Dès l'âge de 19 ans, il est la doublure de Bertrand Laquait en Ligue 1. Il joue son premier match pro le 11 septembre 1998 contre le PSG lors de la 5e journée de Ligue 1. Mais après deux saisons passées sur le banc, il est prêté au CS Louhans-Cuiseaux puis au SCO Angers, club avec lequel il accède à la Ligue 2. De retour dans son club formateur, il est dans un premier temps la doublure d'Olivier Sorin mais conquiert rapidement la place de numéro un. Après un titre de champion de Ligue 2 (il est également élu meilleur gardien de Ligue 2 par ses pairs) en 2005, Bracigliano ne dispute pas la finale de la coupe de la ligue en 2006 remportée par son club. Il est ensuite nommé pour le titre de meilleur gardien de Ligue 1 en fin de saison. 
En 2006-2007, il ne joue que dix matchs à cause de blessures récurrentes mais participe tout de même à son premier match européen. La saison suivante, revenu de blessure, il reprend sa place de titulaire et participe à une belle 4e place de son équipe qui qualifie directement l'ASNL en phase de poule de la coupe UEFA.
Lors de la saison 2010-2011, il ne dispute que sept matchs avec l'AS Nancy-Lorraine car il se fait opérer du pied droit en cours de saison et perd sa place au profit de Damien Grégorini.

### Olympique de Marseille (2011-2014)
Après avoir résilié le contrat qui le lie à l'AS Nancy-Lorraine, il paraphe un contrat de trois ans en faveur de l'Olympique de Marseille le 5 juillet 2011 et il devient la doublure de Steve Mandanda.
Le 25 octobre 2011, il est titulaire pour un match de coupe de la ligue face au RC Lens pour son premier match avec l'OM.
Le 13 mars 2012, il prend part à son premier match de Ligue des champions en prenant la place Steve Mandanda, expulsé dans le temps additionnel du huitième de finale retour face à l'Inter Milan, pour avoir reçu un deuxième carton jaune après une faute sur Giampaolo Pazzini. Malgré la défaite de l'OM (2-1) engendrée par le penalty de Pazzini non stoppé par Bracigliano dès son entrée en jeu, l'OM se qualifie pour les quarts de finale grâce à sa victoire à l'aller (1-0) et au but inscrit à l'extérieur marqué par Brandão sur une passe décisive de Mandanda. Lors de la victoire de l'OM en coupe de la ligue 2012, il est sur le banc des remplaçants comme l'intégralité de la saison suivante où le club termine vice-champion.

### Passage en Inde puis retour en amateur
En fin de contrat avec l'OM en 2014, il signe dans le nouveau championnat de l'Indian Super League au Chennaiyin FC. Après avoir fini premier de la saison régulière, son équipe perd en demi-finale du championnat face au Kerala Blasters.
La saison suivante, il rejoint un autre club du championnat de l'Indian Super League, le NorthEast United en tant que joueur et entraîneur des gardiens. Le club termine 5e, à une place des séries éliminatoires.
Le 2 juin 2016 il signe un contrat au FC Lunéville, club Lorrain de CFA2. Il y officiera en tant que gardien et entraîneur de l'équipe jeune moins de 19 ans.

## Statistiques
| Saison                | Club                       | Championnat           | Championnat | Championnat | Coupe nationale | Coupe nationale | Coupe de la Ligue | Coupe de la Ligue | Compétition(s) continentale(s) | Compétition(s) continentale(s) | Compétition(s) continentale(s) | Total | Total |
| Saison                | Club                       | Division              | M.          | B.          | M.              | B.              | M.                | B.                | Comp.                          | M.                             | B.                             | M.    | B.    |
| 2001-2002             | CS Louhans-Cuiseaux (prêt) | National              | 32          | 0           | -               | -               | 2                 | 0                 | -                              | -                              | -                              | 34    | 0     |
| 2002-2003             | SCO Angers (prêt)          | National              | 35          | 0           | -               | -               | -                 | -                 | -                              | -                              | -                              | 35    | 0     |
| 2003-2004             | AS Nancy-Lorraine          | Ligue 2               | 19          | 0           | 3               | 0               | 2                 | 0                 | -                              | -                              | -                              | 24    | 0     |
| 2004-2005             | AS Nancy-Lorraine          | Ligue 2               | 38          | 0           | -               | -               | -                 | -                 | -                              | -                              | -                              | 38    | 0     |
| 2005-2006             | AS Nancy-Lorraine          | Ligue 1               | 34          | 0           | -               | -               | -                 | -                 | -                              | -                              | -                              | 34    | 0     |
| 2006-2007             | AS Nancy-Lorraine          | Ligue 1               | 10          | 0           | -               | -               | 1                 | 0                 | C3                             | 1                              | 0                              | 12    | 0     |
| 2007-2008             | AS Nancy-Lorraine          | Ligue 1               | 38          | 0           | -               | -               | -                 | -                 | -                              | -                              | -                              | 38    | 0     |
| 2008-2009             | AS Nancy-Lorraine          | Ligue 1               | 28          | 0           | -               | -               | -                 | -                 | C3                             | 6                              | 0                              | 34    | 0     |
| 2009-2010             | AS Nancy-Lorraine          | Ligue 1               | 32          | 0           | -               | -               | 1                 | 0                 | -                              | -                              | -                              | 33    | 0     |
| 2010-2011             | AS Nancy-Lorraine          | Ligue 1               | 7           | 0           | -               | -               | -                 | -                 | -                              | -                              | -                              | 7     | 0     |
| 2011-2012             | Olympique de Marseille     | Ligue 1               | -           | -           | 2               | 0               | 2                 | 0                 | C1                             | 1                              | 0                              | 5     | 0     |
| 2012-2013             | Olympique de Marseille     | Ligue 1               | -           | -           | -               | -               | -                 | -                 | C3                             | 1                              | 0                              | 1     | 0     |
| 2013-2014             | Olympique de Marseille     | Ligue 1               | -           | -           | -               | -               | -                 | -                 | -                              | -                              | -                              | 0     | 0     |
| 2014                  | Chennaiyin FC              | Indian Super League   | 12          | 0           | 1               | 0               | -                 | -                 | -                              | -                              | -                              | 13    | 0     |
| 2015                  | NorthEast United           | Indian Super League   | 2           | 0           | -               | -               | -                 | -                 | -                              | -                              | -                              | 2     | 0     |
| Total sur la carrière | Total sur la carrière      | Total sur la carrière | 286         | 0           | 6               | 0               | 8                 | 0                 | -                              | 9                              | 0                              | 309   | 0     |

## Palmarès

### En club
Avec le SCO Angers, il est vice-champion de France de National 2003 derrière le Besançon RC.
Il est champion de France de Ligue 2 en 2005 avec l'AS Nancy-Lorraine. Il est sur le banc des remplaçants lorsque l'ASNL remporte la coupe de la Ligue contre l'OGC Nice en 2006, tout comme avec l'Olympique de Marseille quand il remporte la coupe de la Ligue en 2012 contre l'Olympique lyonnais puis le Trophée des champions en 2011.

### Distinctions individuelles
Il reçoit le trophée UNFP du meilleur gardien de ligue 2 en 2005 alors qu'il joue à l'ASNL après avoir reçu celui de National la saison d'avant. La saison suivante, il est élu meilleur joueur de l'AS Nancy-Lorraine par les supporters du club en 2006.